# والي ماكنزي
جيمس والاس (والي) ماكنزي (16 يونيو 1914  - 11 سبتمبر 1999) هو سياسي في مانيتوبا بكندا. كان عضوًا محافظًا تقدميًا في الهيئة التشريعية لمانيتوبا من عام 1966 إلى عام 1986. 
ولد ماكنزي في بلنتي، ساسكاتشوان. في الثلاثينيات، كان يجني المال الإضافي من خلال الأداء في فرق الرقص. تلقى تعليمه في ساسكاتشوان ولم يلتحق بالجامعة، حيث عمل كمشتري للحبوب بعد تركه المدرسة. خدم ماكنزي في سلاح الجو الملكي الكندي من عام 1941 إلى عام 1945 وعاد إلى وظيفته القديمة بعد انتهاء الحرب العالمية الثانية. اشترت شركة ة بول للمصاعد عمله، وافتتح متجر بقالة في إنجليس، مانيتوبا وأداره لثلاثين عامًا. 
كان عضوًا في مجلس مدينة إنجليس من عام 1955 إلى عام 1963.
تم انتخابه لأول مرة في الهيئة التشريعية لمانيتوبا في انتخابات المحافظات لعام 1966 بعد فوزه بدائرة روبلين،  متغلبًا على الديمقراطي الجديد جوزيف بيرشالوك بأكثر من 200 صوت. لم يشغل منصبا في حكومة دوفرين روبلين أو والتر وير، وظل مساندا في الخلف للحكومة للسنوات الثلاث المقبلة.
في الانتخابات الإقليمية لعام 1969، هزم ماكنزي بفارق ضئيل زميله مايك كاوتشوك من الحزب الوطني الديمقراطي في دائرة روبلين.  شكل الحزب الوطني الديمقراطي بقيادة إدوارد شرير حكومة بعد هذه الانتخابات، وانتقل ماكنزي إلى مقاعد المعارضة. أعيد انتخابه بفارق متزايد في انتخابات عام 1973،  ويرجع ذلك جزئيًا إلى عدم وجود مرشح ليبرالي في السباق.
عاد المحافظون التقدميون إلى السلطة في انتخابات 1977 بقدوم ستيرلينغ ليون. أعيد انتخاب ماكنزي بسهولة،  تم تعيينه نائبًا لرئيس الهيئة في 24 نوفمبر 1977. لم يشغل منصبا في حكومة ليون.
أعيد انتخاب ماكنزي مرة أخرى في الانتخابات الإقليمية عام 1981، التي خسرها المحافظون. تقاعد من السياسة عام 1986. 
توفي في راسل عن عمر يناهز 85 عامًا. 